# Широкая Балка (Горячий Ключ)
Широкая Балка — посёлок в муниципальном образовании «город Горячий Ключ» Краснодарского края России. Входит в состав Кутаисского сельского округа.   

## География
Посёлок расположен   в центральной части края,  в юго-восточной части городского округа,  на северных склонах западной части Главного Кавказского хребта, вдоль долины реки Широкая Балка.

## История
Согласно Закону Краснодарского края от 10 марта 2004 года  № 669-КЗ   посёлок Широкая Балка вошёл в состав образованного муниципального образования  город Горячий Ключ.

## Население
| 2002 | 2010 |
| ---- | ---- |
| 372  | ↘365 |

Национальный состав
Согласно результатам переписи 2002 года, в национальной структуре населения русские составляли 91 % от 372 жителей.

## Инфраструктура
Социальные объекты в населённом пункте отсутствуют. 

## Транспорт
Доступен  посёлок Широкая Балка автомобильным транспортом. Проходит автодорога регионального значения «г. Горячий Ключ — г. Хадыженск» (идентификационный номер 03 ОП РЗ 03К-029)
Остановка общественного транспорта «Широкая Балка».